# Myriad (tipografia)
Myriad é uma família de fontes, sem-serifa, concebida por Robert Slimbach, Carol Twombly, e a equipe de design da Adobe Systems. É uma das muitas fontes semelhantes à Frutiger de Adrian Frutiger.
A Miriad Pro, uma família de fontes criada mais tarde, por volta de 1998, inclui mais variantes da Myriad, desde o Light ao Black, do Condensed ao Extended, e também caractreres do alfabeto grego, cirílico e da europa central.
O Myriad tinha a intenção de ser um tipo neutro de uso geral que pudesse atender a uma variedade de usos e ter um formato facilmente expansível por design assistido por computador para uma grande variedade de pesos e larguras.

## Usos
- No lançamento do computador eMac, em 2002, a Apple alterou a fonte que usava na imagem corporativa, a Apple Garamond para a Myriad, presente desde então em todos os seus produtos e aplicações de marketing. Os iPod mais recentes também a usam (substituíndo a Chicago) na interface gráfica. Foi subtituída em quase todas as aplicações da empresa em 2015, pela fonte desenvolvida internamente San Francisco.
- É também usada pela Wells Fargo e Itaú.
- A fonte Lucida Grande, similar à Myriad, era utilizada na interface gráfica do OS X.
- É também a fonte utilizada pela Portugal Telecom e TV Cultura.
- É utilizada, desde 2000, por todos os canais do universo TVI.
- O logotipo do Banco Itaú usa a fonte Myriad, porém com uma modificação: o "t" minúsculo tem a parte de cima quadrada ao invés de cortada na diagonal, mantendo a consistência com o logotipo antigo, que usava a fonte Helvetica, que tinha essa propriedade. O Banco Itaú usa a fonte com essa mesma modificação em outros de seus materiais, como em títulos em seu aplicativo para computador.

1. ↑  Riggs, Tamye. «The Adobe Originals Silver Anniversary Story: Expanding the Originals». Typekit Blog. Adobe Systems. Consultado em 19 de setembro de 2017
2. ↑  Riggs, Tamye. «The Adobe Originals Silver Anniversary Story: How the Originals endured in an ever-changing industry». Typekit. Adobe Systems. Consultado em 19 de setembro de 2017